# Maróc
Maróc (horvátul: Marovec) község Zala vármegyében, a Letenyei járásban, a Zalai-dombságban, az Egerszeg–Letenyei-dombság területén.

## Fekvése
Zsáktelepülés, közúton csak Kiscsehi felől érhető el, a 7541-es útból északnak kiágazó a 75 146-os számú mellékúton.

## Története
A község első említése 1408-ból származik: Maroth, 1426-ban Moroch, 1435-ben Maróczlakus, 1786-ban Marócz elnevezéssel találkozunk.
A név eredete bizonytalan, többféle magyarázat is ismeretes.
Vannak akik szerint a latin eredetű Mauritius személynév magyarosítása, mások a szláv eredetű moravci (morvák), vagy a magyar Marót személynévből vezetik le. A magyar nyelvben nem ritka, hogy személynévből helységnév születik.

### Események
- 1426-ban praedium megjelöléssel szerepel.
- 1454-ben és 1458-ban Marócz Páka városához tartozott, Lendvától keletre. A terület gyakran cserélt gazdát, gyakran volt birtokperlekedés tárgya.
- 1536-ból megőrződött egy birtokba iktatási oklevél, amely szerint özvegy Hasshagi Dénesné és fiai kaptak birtokot Maróczban. (Ugyanebben az évben a legnagyobb területtel, 12 jobbágyportával Kerecsényi Pál rendelkezett.) A következő években a Hassaghi család egyes tagjai között birtokperek folytak, a kizárólagos birtoklást szerették volna elérni, mert a család túlnépesedett, s a birtok elaprózódott.
- 1552-ben 23 porta volt a faluban. Érdekes, hogy a híres nevet viselő Zrínyiek, mint hatalmaskodó nagyurak tűnnek fel a régi okmányokból. Egy 1557-es panaszlevél azt rótta fel nekik, hogy a környék szőlőiben 200 forint kárt tettek.
- 1562-ben a veszprémi káptalan bérbe adta a tizedszedést a térség kisebb- nagyobb urainak, akiknek a beszedett bért az egerszegi vicearchidiakonusnak kellett beszolgáltatniuk. Egy 1590-es perirat Bánffy Jánosnak és Nádasdy Ferencnek a vitáját zárta le a terület szőlőbirtokáért. Az itt élőknek természetesen ezen kívül még igen nagy megpróbáltatást jelentett a törökök és a végváriak portyázásai is. 1657-ben éppen az utóbbi rabolták ki a falut. Elnéptelendése a fentieknek köszönhető.
- 1690-ben már mint pusztát jelzik a falut. A török kiűzése után nagyon lassan települt be a falu. A kányaváriak béreltek itt földeket, de még a XVIII. Század közepén is pusztaként jelölték.
- 1769-es úrbárium a földesúr feltűnése nélkül 4/8-d telkesekből kilencet, és házas zsellérekből hetet, valamint Berta urak emberei közül hatot írt le. Az urbárium előírása a jobbágy számára: egésztelek nagysága ekkor 22 hold szántó, 8 szekér rét (ennyi szénát adó terület), robot két marhával.
- 1770-ben adózó 19 és két extraszerialista (nem helyben lakó gazda), összesen 37 lélek. Az állattenyésztés: 16 igás állatot, 9 marhát és 11 disznót tartottak. A leírás szerint a termőföldek nem jók, erősen agyagos és dombos. A lefutó csapadékvizek a területen nagy kárt tettek. Termett 32 pozsonyi mérő búza, 39 mérő rozs, 8 mérő zab, 9 mérő hajdina és 12 mérő kukorica. A szőlő 47 kapásra 103 urna bort hozott. (egy kapásnyi az a földterület, amelyet egy ember egy nap megkapál.)
- 1777-ben jelentősen megnőtt e területen az irtásföldek nagysága: 9 irtásföld birtokos volt.
- 1778-as püspöki összeírásból az derül ki, hogy Maróc Páka plébániájának filiája volt, híveinek száma ekkor 110. tanítója nincs, a pákai tanítónak fizettek. Érdekes, hogy feljegyezték a bába, Szabó Katalin nevét is.
- 1793-ban a birtokos: Bertha Imre, 1802-ben Bertha Antal.
- 1785-ben 135 lakosa volt a falunak. 1794-ben 154, 1802-ben 172, 1828-ban 167, ebből 7 nemes család 19 férfival.
- 1828-ból származó összeírás szerint Maróczban 14 ház volt, amelyben 26 adózó lakik családjával. Az adózó lakosok a Zichy uradalommal szerződő viszonyban voltak. Szőlőművelésből éltek, ennek területe 258 kapásnyi. Hegyvámmal terheltek, 1 mérő után 1 urna bort fizettek az uradalomnak. Az egész területen a vámok levonása után 516 urna lett, aminek értéke 860 forint, a tiszta haszon pedig 584 forint volt.
- 1925-ben a letenyei járáshoz tartozott, a körjegyzőség Szentadorjánban volt. A körorvos székhelye a 14 km-re levő Bánokszentgyörgy, iskolája nem volt, piacra Nagykanizsára jártak. Mindössze két iparos, egy cipész és egy kovács működött.
- 1935-ben a gazdaságok száma: 166, művelt terület: 877 kh. Az 1 kh-nál kisebb (szántóföld nélkül): 48, 1-5 kh: 47, 5-10 kh: 14, 50-100 kh: 3. A megélhetést alig biztosító kisbirtokok túlsúlya a jellemző. Ekkor a lakosság száma: 407 fő, magyar anyanyelvűek és katolikus vallásúak. Lakóházainak száma: 68. Egy állami elemi népiskolája van. A letenyei járáshoz tartozik. A II. világháborúban 12 áldozata volt a falunak.
- 1945-ben Marócon földosztás nem történt, pedig a földigénylő száma: 56. Kiscsehi és Maróc községek földigénylő bizottságai ugyanarra a Rubido-Zichy birtokra készítettek felosztási tervezetet. Az igényét a területre Lispeszentadorján is bejelentette. Kiscsehi és Maróc 1945. június elején közösen tárgyaltak, s arra a megállapításra jutottak, hogy az igényeket kielégíteni nem tudják. Megoldást csak az áttelepítésben látták, de erre nem akadt jelentkező. A hívek áldozatkészségéből 1948-ban épült fel a község temploma a Rózsafüzér Királynőjének tiszteletére. Ebben az évben államosították az iskolát, amelyben 8 osztály működött egy tanteremben, egy tanítóval.
- 1965-ben megszűnt a felső tagozat.
- Az 1960-as években megkezdett iskola körzetesítés után az alsó tagozatosok Szentadorjánba, a felső tagozatosok Bázakerettyére járnak. Lispeszentadorjánba működik az óvoda.
- 1958-ban ÁFÉSZ bolt és italbólt nyílt, 1962-ben villamosították a falut.
- 1960-ban hozták létre a Dózsa szakszövetkezetet, termelőszövetkezet 1953 és 1956 között volt.1960-ban volt egy művelődési otthon és egy mozi 40 férőhellyel. A körzeti orvos Muraszemenyén rendelt. Szakorvosi ellátás, kórház és mentőállomás Nagykanizsán volt. A gyógyszertár Bázakerettyén található. A közlekedése elég nehézkes, vasútállomás 12 km-re Csömödér-Pákán, autóbusz megálló Lispeszentadorjánban volt. 1966. november 23. óta van kövezett útja.[4]

## Közélete

### Polgármesterei
- 1990–1994: Kátai Károly (független)[5]
- 1994–1998: Kátai Károly (független)[6]
- 1998–2002: Kátai Károly (független)[7]
- 2002–2006: Dabi Imre (független)[8]
- 2006–2010: Kátai Károly (független)[9]
- 2010–2014: Kátai Károly (független)[10]
- 2014–2019: Simonyai István (független)[11]
- 2019–2024: Simonyai István (független)[12]
- 2024– : Simonyai István (független)[1]

## Népesség
A település népességének változása:
| Lakosok száma | 76   | 71   | 69   | 53   | 62   | 59   | 57   |
|               | 2013 | 2014 | 2015 | 2021 | 2022 | 2023 | 2024 |

A 2011-es népszámlálás idején a nemzetiségi megoszlás a következő volt: magyar 98,8%. A lakosok 74,7%-a római katolikusnak, 3,6% felekezeten kívülinek vallotta magát (20,5% nem nyilatkozott).
2022-ben a lakosság 87,1%-a vallotta magát magyarnak, 1,6% szlováknak, 1,6% egyéb, nem hazai nemzetiségűnek (12,9% nem nyilatkozott; a kettős identitások miatt a végösszeg nagyobb lehet 100%-nál). Vallásuk szerint 51,6% volt római katolikus, 4,8% felekezeten kívüli (43,5% nem válaszolt).